# Летние Паралимпийские игры 1960
9-е ежегодные Международные игры в Сток-Мандевилле, задним числом объявленные летними Паралимпийскими играми 1960 года (итал. I Giochi Paralimpici Estivi), стали первыми международными Паралимпийскими играми, после Игр в Сток-Мандевилле в 1948 и 1952 годах. Они были организованы под эгидой Международной федерации игр Сток-Мандевилля. Термин «Паралимпийские игры» был впервые утвержден Международным олимпийским комитетом (МОК) в 1984 году, а Международный паралимпийский комитет (МПК) был образован в 1989 году.
Игры проводились в Риме (Италия) с 18 по 25 сентября 1960 года вместе с летними Олимпийскими играми 1960 года. Единственным видом инвалидности, включенным в Паралимпийские игры, была травма спинного мозга. В них приняли участие 400 спортсменов из 23 стран.

## Организация
Лорд Невилл Лонгден, известный британский хирург, вместе с Антонио Маглио, руководителем Спинального центра в Риме, организовали это мероприятие, которое стало первыми Международными играми в Сток-Мандевилле, проведенными за пределами Великобритании.

## Виды спорта
- Стрельба из лука
- Лёгкая атлетика
- Дартс
- Снукер
- Плавание
- Настольный теннис
- Баскетбол на колясках
- Фехтование сидя

## Медальный зачёт
Ниже перечислены 10 лучших НПК по количеству золотых медалей. Страна-хозяйка, Италия, выделена.
  *   Принимающая страна (Италия)
| Место           | Страна          | Золото | Серебро | Бронза | Всего |
| --------------- | --------------- | ------ | ------- | ------ | ----- |
| 1               | Италия*         | 29     | 28      | 23     | 80    |
| 2               | Великобритания  | 20     | 15      | 20     | 55    |
| 3               | ФРГ             | 15     | 6       | 9      | 30    |
| 4               | Австрия         | 11     | 8       | 11     | 30    |
| 5               | США             | 11     | 7       | 7      | 25    |
| 6               | Норвегия        | 9      | 3       | 4      | 16    |
| 7               | Австралия       | 3      | 6       | 1      | 10    |
| 8               | Нидерланды      | 3      | 6       | 0      | 9     |
| 9               | Франция         | 3      | 3       | 1      | 7     |
| 10              | Аргентина       | 2      | 3       | 1      | 6     |
| Всего стран: 10 | Всего стран: 10 | 106    | 85      | 77     | 268   |

## Страны-участницы
Число в скобках указывает на количество участников от каждого страны.
| - Аргентина (9) - Австралия (11) - Австрия (19) - Бельгия (12) - Финляндия (1) - Франция (11) | - Великобритания (42) - Ирландия (1) - Израиль (7) - Италия (27) - Мальта (6) - Нидерланды (13) | - Норвегия (11) - Родезия (1) - Швеция (3) - Швейцария (6) - США (23) - ФРГ (9) |